# Heinrich August Hahn
Heinrich August Hahn, född den 19 juni 1821 i Königsberg (nuvarande Kaliningrad), död den 1 december 1861 i Greifswald, var en tysk teolog, äldste son till teologen August Hahn.
Efter studier i Breslau och Berlin blev han privatdocent i Breslau 1845, professor ad interim 1846 i Königsberg efter Christoph Hävernicks död, extra ordinarie professor 1851 och  ordinarie professor 1860 i Greifswald.
Bland hans publicerade verk kan nämnas en kommentar till Jobs bok (1850), en översättning av Höga Visan (1852), en utläggning av Jesaja kapitel 40-56  (1857) och en kommentar till Predikaren (1860).